# Contea di Essex (Massachusetts)
La contea di Essex, Essex County in inglese, è una contea dello Stato del Massachusetts negli Stati Uniti. La contea, posta nella parte nord-orientale dello Stato, ha due capoluoghi: Salem e Lawrence.
La popolazione al censimento del 2000 era di 723 419 abitanti, 742 582 secondo una stima del 2009.
Come per altre contee del Massachusetts dal 1999 la contea di Essex esprime solo una regione storico-geografica, essendo tutte le funzioni amministrative passate ad altre agenzie dello Stato del Massachusetts.

## Geografia fisica
La contea confina a nord con la contea di Rockingham del New Hampshire, ad est si affaccia sull'Oceano Atlantico (sul Golfo del Maine e la Baia di Massachusetts), a sud confina con la contea di Suffolk, a ovest con la contea di Middlesex e a nord-ovest ha un piccolo confine con la contea di Hillsborough del New Hampshire.
Il territorio è pianeggiante e collinare ed è costituito a nord dalla valle del fiume Merrimack, che scorre verso nord-est alla foce nell'Oceano Atlantico. A sud del Merrimack scorrono verso l'oceano i fiumi Parker e Ipswich. Tra la foce del Merrimack e dell'Ipswich è situata l'isola costiera di Plum. Nell'area centrale il territorio si protende verso l'oceano formando la penisola di Capo Ann.
L'estremo sud della contea è densamente popolato essendo nell'immediata area metropolitana di Boston. In quest'area sono situate le città di Lynn e Saugus. Poco a nord è situata sulla costa atlantica la storica città di Salem e poco lontana Peabody. Sulla penisola di Capo Ann è situato il porto peschereccio di Gloucester.
Nella valle del fiume Merrimack sono poste le città di Lawrence e Haverhill dal ricco passato industriale. In prossimità della foce del Merrimack è situata la città portuale di Newburyport.

## Storia
La contea fu creata il 19 maggio 1643 e deve il suo nome all'Essex in Inghilterra.

## Politica
| Anno | Repubblicani   | Democratici    |
| ---- | -------------- | -------------- |
| 2008 | 39,01% 136 905 | 59,36% 208 323 |
| 2004 | 40,5% 135 114  | 58,2% 194 068  |
| 2000 | 35,4% 110 010  | 57,5% 178 400  |
| 1996 | 30,6% 89 120   | 58,7% 171 021  |
| 1992 | 31,7% 102 212  | 43,6% 140 593  |
| 1988 | 48,6% 148 614  | 49,7% 151 816  |
| 1984 | 54,8% 162 152  | 44,8% 132 353  |
| 1980 | 43,8% 130 252  | 39,0% 116 173  |
| 1976 | 41,6% 125 538  | 55,0% 165 710  |
| 1972 | 46,5% 138 040  | 53,0% 157 324  |
| 1968 | 35,4% 99 721   | 61,0% 171 901  |
| 1964 | 25,3% 71 653   | 73,4% 210 135  |
| 1960 | 42,9% 126 599  | 56,9% 167 875  |

## Comuni
- Amesbury - city
- Andover - town
- Beverly - city
- Boxford - town
- Danvers - town
- Essex - town
- Georgetown - town
- Gloucester - city
- Groveland - town
- Hamilton - town
- Haverhill - city
- Ipswich - town
- Lawrence - city
- Lynn - city
- Lynnfield - town
- Manchester-by-the-Sea - town
- Marblehead - town

- Merrimac - town
- Methuen - city
- Middleton - town
- Nahant - town
- Newbury - town
- Newburyport - city
- North Andover - town
- Peabody - city
- Rockport - town
- Rowley - town
- Salem - city
- Salisbury - town
- Saugus - town
- Swampscott - town
- Topsfield - town
- Wenham - town
- West Newbury - town

### Census-designated place
- Shawsheen Village - nel territorio di Andover
- Ballardvale - nel territorio di Andover
- Byfield - nel territorio di Newbury